# Șanțu-Florești
Șanțu-Florești – wieś w Rumunii, w okręgu Ilfov, w gminie Gruiu. W 2011 roku liczyła 745 mieszkańców.